# Acetato di olmio
L'acetato di olmio è il sale di olmio dell'acido acetico. Si presenta come un solido giallino altamente igroscopico. È solubile in acqua e moderatamente solubile in acidi minerali forti.

## Utilizzo
L'acetato di olmio viene utilizzato nella produzione di ceramiche, vetro, fosfori, lampade ad alogenuri metallici e come drogante nei laser a granati. Viene usato anche in reattori nucleari per mantenere sotto controllo la reazione a catena.
Alla temperatura di 570 °C l'acetato di olmio si decompone in ossido di olmio, vapore d'acqua, acido acetico, metano, isobutene, chetene e acetone